# Sistemas complexos
Um Sistema Complexo (SC) é um conjunto de unidades que interagem entre si e que exibem propriedades coletivas emergentes. Trata-se de uma área de pesquisa muito ativa e mescla física, matemática, biologia, sociologia, e outras áreas de pesquisa. Redes Complexas pode ser visto como um pequeno grupo da grande área chamada de sistemas complexos.

## Introdução
Um sistema é dito ser um Sistema Complexo (SC) quando suas propriedades não são uma consequência natural de seus elementos constituintes vistos isoladamente, adicionando ponto de vista de, sistemas complexos são sistemas que são compostos de várias partes que interagem com a habilidade de gerar novas qualidades no comportamento coletivo na "dimensão visível" através da auto-organização, por exemplo, formação espontânea temporal, espacial, ou mesmo funcional de estruturas .
Como exemplo de um sistema complexo tome o código genético, através da transformação do genótipo para o fenótipo. Em, um exemplo mais fácil é discutido, considere vários elementos que podem tanto aproximar dos dois vizinhos mais próximos ou afastar dos outros, um círculo aparece. Como o mesmo autor destaca, não há segredo, o sistema somente maximiza a área da figura a formar e minimiza a distância do vizinho mais próximo .
Um segundo exemplo, aparentemente de fácil acesso , pode ser achado em; ver imagem do mesmo ao lado. Usando argumentação de, este é um sistema complexo devido ao fato de que a interação gera "o que não se diz", não existe uma regra dizendo para convergir. Estas propriedades são chamadas de propriedades emergentes ou mesmo comportamentos emergentes.

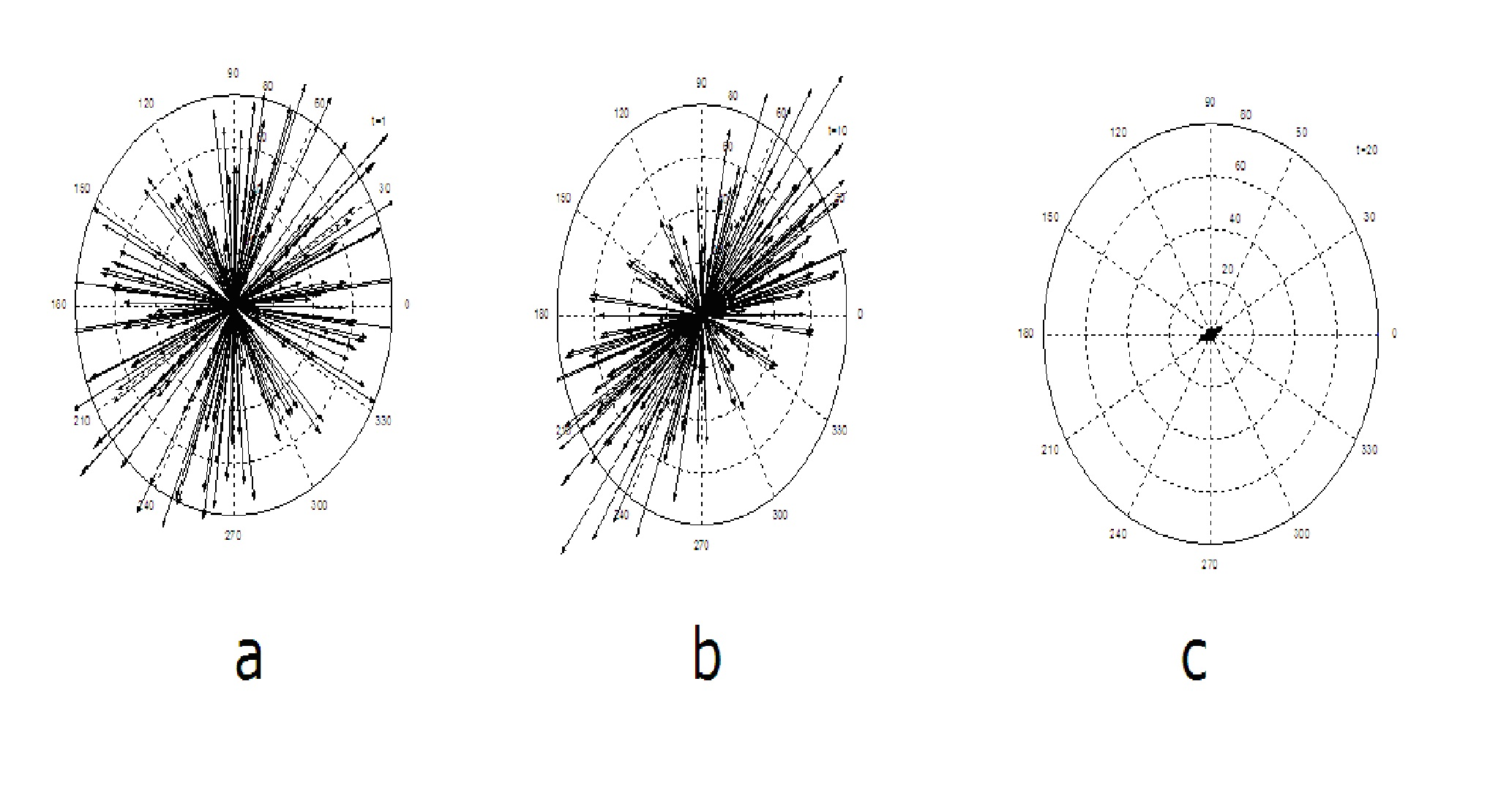
Aplicação de estratégia evolutiva a um conjunto de pontos em um processo de otimização, note que os pontos antes de convergir se alinham.

## Origens das propriedades emergentes
As propriedades emergentes de um sistema complexo decorrem em grande parte da relação não-linear entre as partes. Costuma-se dizer de um sistema complexo que o todo é mais que a soma das partes. Exemplos de sistemas complexos incluem sistemas sociais (redes sociais), biológicos (colônias de animais) e físicos (clima). Áreas intimamente relacionadas a sistemas complexos são a teoria do caos e sistemas multiagentes, e um embasamento teórico e filosófico para estes sistemas é encontrado no estudo da complexidade.

## Propriedades dos Sistemas Complexos

### Unidade Coletiva
Um Sistema Complexo é composto por um conjunto de partes conectadas por alguma forma de inter-relação entre elas. Assim, para caracterizar um sistema é necessário não somente conhecer as partes, mas também os modos de relação entre elas. Isto gera um fluxo de informações não triviais de se investigar, com uma série de consequências e propriedades emergentes. As partes, conectadas por uma rede de relações, geram conjuntamente uma Unidade Coletiva comumente chamado Sistema. Molécula, célula, ecossistema, cidade, colônia de formigas, cérebro, computador, ser humano, cidade podem ser considerados como um sistema ou unidade coletiva. Cada sistema possui suas regras internas, e um elemento ao ser inserido no sistema fica sujeito as leis próprias desse sistema. Um estrangeiro ao entrar em um país fica sujeito a jurisdição deste país, uma proteína ao ser absorvida por uma célula fica sujeita a dinâmica da célula e assim por diante.

### Organicidade funcional
Em um Sistema Complexo cada subsistema possui um processamento interno de informações (ou processamento algorítmico), de modo que ocorre uma relação funcional entre os subsistemas. Porém, pode acontecer também Sistemas Complexos em que cada parcela (subsistema) possui o mesmo algoritmo de processamento interno e, mesmo assim geram-se propriedades coletivas complexas. Pode-se então considerar que um Sistema Complexo é um conjunto de partes ou subsistemas com processamentos internos singulares, conectadas entre si, de modo que formam uma unidade coletiva com uma dinâmica própria e com propriedades emergentes.

### Propriedade emergente
As interações entre as partes de um Sistema Complexo criam um padrão coletivo chamado propriedade emergente. Estas propriedades consistem uma exteriorização do Sistema Complexo. Em outras palavras, a dinâmica das partes em uma escala de relação produz uma propriedade emergente em um nível mais alto de escala.

### Multiescalas
Assim, no estudo dos Sistemas Complexos ocorrem sistemas interagindo com outros sistemas, de modo a formar Sistemas mais amplos em escalas e com propriedades emergentes. Tal processo ocorre em escalas progressivamente mais amplas ou mais restritas, ou seja, ocorrem expressões de sistemas em multiescalas. Cada escala possui as suas próprias leis. Por exemplo, em um gás ideal, cada átomo interage com os outros átomos com colisões elásticas, isto gera uma propriedade coletiva onde o conjunto dos átomos é descrito pela Lei de Clapeyron (PV=nRT). Outro exemplo: em um órgão, o conjunto de seus tecidos possui uma dinâmica inter-relacional própria, enquanto as células da qual elas são formadas, possuem outros formas de leis de interação (algoritmos diferentes). Porém deve-se ressaltar que as escalas são correlacionadas, de modo que alterando-se uma, modificam-se as outras de maneira não-linear.

## Exemplos
- Política e sociologia[4]
- Redes de recursos [5]

## Transições de fase em sistemas complexos
Sistemas complexos são capazes de exibir transições de fase, mudanças de cenários macroscópicos, quando algum parâmetro de controle é alterado.

## Sistemas complexos são estudados pelas seguintes áreas
A área de sistemas complexos é formada por diversas áreas do conhecimento, ou então, pode ser considerado que diversas áreas do conhecimento trabalham com sistemas com características complexas. Algumas áreas são:
- Auto-organização
- Autômatos celulares
- Cibernética
- Complexidade
- Computação científica
- Dinâmica não-linear
- Geometria fractal
- Inteligência artificial
- Nanotecnologia
- Pensamento sistêmico
- Percolação
- Redes
- Redes Complexas
- Teoria do caos
- Teoria da catástrofe
- Complexidade computacional
- Teoria da evolução
- Teoria da informação
- Teoria geral dos sistemas
- Teoria semiótica da complexidade
- Sistemas dinâmicos
- Sistemas adaptativos complexos
- Biologia sistêmica
- Redes de Transcrição (genética)